# Torcy
Torcy ([tɔʁ.si]) er en mindre fransk provinsby. Den er hovedsæde i arrondissementet af samme navn i departementet Seine-et-Marne. Indbyggerne kaldes Torcéens.